# Dżanat
Dżanat (arab. جانيت, fr. Djanet) – miasto w południowej Algierii, w prowincji Prowincji Illizi, około 15 tys. mieszkańców.
Dżanat położone jest w oazie na Saharze u południowych podnóży pasma Tasili Wan Ahdżar. Jest ważnym węzłem komunikacyjnym – w pobliżu znajduje się przejście graniczne z Libią po drodze z Dżanatu do Ghat, obecnie zamknięte dla ruchu turystycznego.